# Leptapoderus tamdaoensis
Leptapoderus tamdaoensis es una especie de coleóptero de la familia Attelabidae.

## Distribución geográfica
Habita en Vietnam.